# Hein Semke

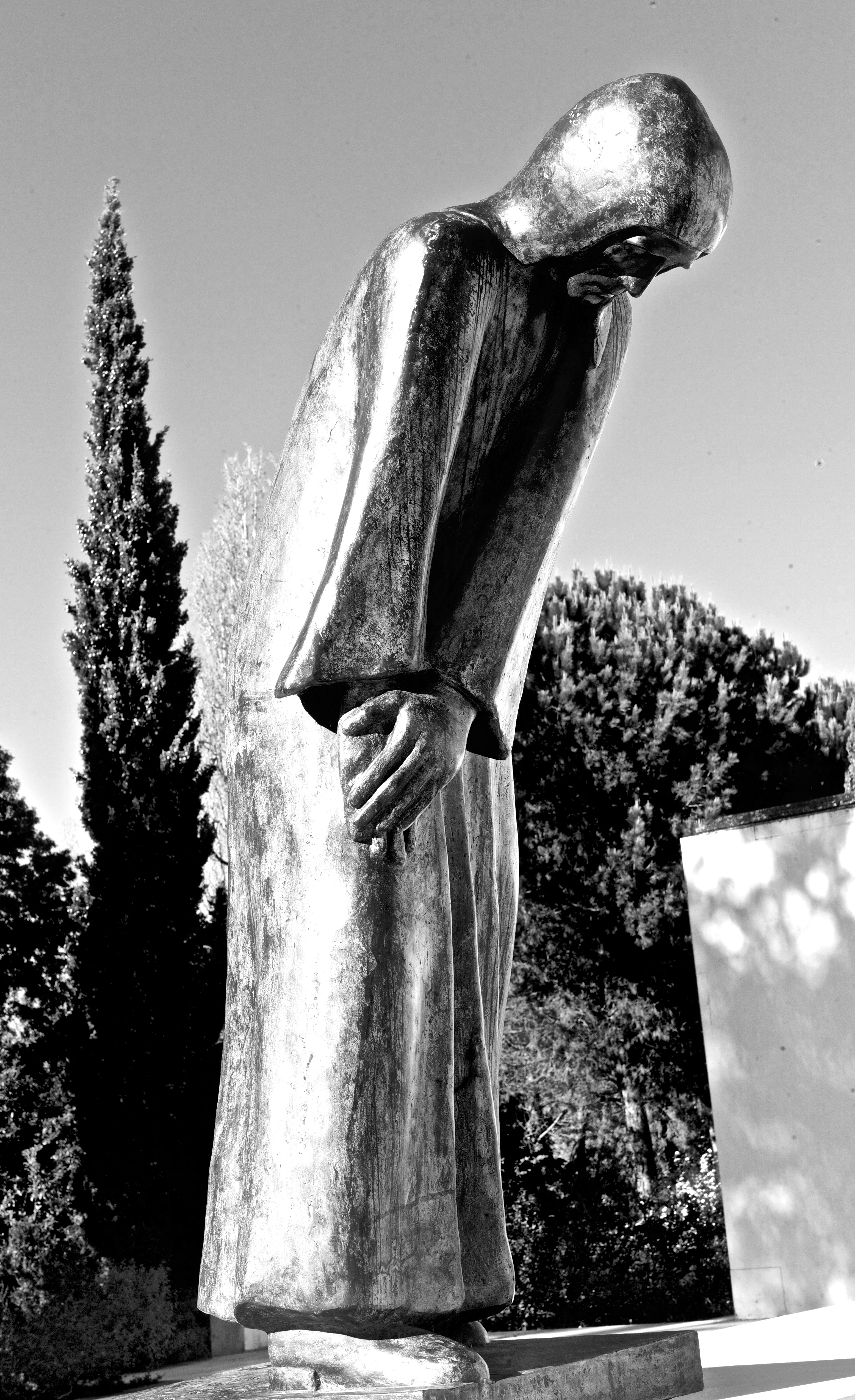
Die Trauer, skulptur in Lissabon (1934)

Hein Semke (* 25. Juni 1899 in Hamburg, Deutschland; † 5. August 1995 in Lissabon, Portugal) war ein deutscher Bildhauer, Maler, Keramik-Künstler und Lyriker.

## Leben
Semke wurde 1899 in Hamburg geboren. Während seines Studiums war er an den Akademien für Schöne Künste in Hamburg und Stuttgart. Als Soldat nahm er am Ersten Weltkrieg teil. Zwischen 1918 und 1929 übte er verschiedene Berufe aus. Aufgrund seiner anarchistischen Umtriebe und der Teilnahme am Hamburger Aufstand 1923 verbüßte er eine fünfjährige Gefängnisstrafe.
Seinen ersten Aufenthalt in Portugal hatte er 1929, lebte dann seit 1932 regelmäßig dort. 1936 nahm er am Spanischen Bürgerkrieg teil. Er starb 1995 in Lissabon.

## Werk
Als seine künstlerische Hauptausrichtung lässt sich der Expressionismus nennen. Von der portugiesischen Kunstkritik wurde sein Werk nicht verstanden und oftmals geschmäht.
Als Bildhauer schuf er u. a. Werke für das „Denkmal der gefallenen deutschen Soldaten im Ersten Weltkrieg“ in einem Patio in Lissabon, sowie Skulpturen für die Deutsch-evangelische Gemeinde in Lissabon, für die Gärten der Gulbenkian-Stiftung und des Lissaboner Hotels Ritz.
1940 gestaltete er einige Pavillons der Exposição do Mundo Português (portugiesisch für: Ausstellung der portugiesischen Welt) in Lissabon. Er nahm an verschiedenen Gemeinschaftsausstellungen teil. Auch als Keramikkünstler war Semke tätig und schuf dabei, neben künstlerischen, auch Nutzgegenstände für den Alltagsgebrauch.
Die letzte große Ausstellung zu Semke gab 2015/2016 in der  Fundacao Calouste Guldenkain in Lissabon. Seit 2011 gibt es dort die Rua Hein Semke.

## Auszeichnungen
- 1978: Verdienstkreuz 1. Klasse der Bundesrepublik Deutschland[3]
- 1990: Orden des Infanten Dom Henrique

## Veröffentlichungen
- „UND“. Gedichte. 1950, Verlag Portugalia-Editoria, Lissabon.
- Bestiarium-Calendarium, Künstlerbuch-Reprint, Leipziger Literaturverlag 2008
- Die innere Stimme. Tagebücher, Leipziger Literaturverlag 2012
- Hannes, der Rammer. Romanversuch, Leipziger Literaturverlag 2017